# Kannard Johnson
Kannard Johnson (Cincinnati, Ohio, 24 de junio de 1965) es un exjugador de baloncesto estadounidense que jugó una temporada en la NBA, además de hacerlo en la CBA, la USBL, la liga italiana, la liga griega y la Basketball Bundesliga. Con 2,05 metros de estatura, jugaba en la posición de ala-pívot.

## Trayectoria deportiva

### Universidad
Jugó durante cuatro temporadas con los Hilltoppers de la Universidad de Kentucky Occidental, en las que promedió 13,8 puntos y 6,7 rebotes por partido. Acabó su carrera como sexto máximo anotador de la historia de su equipo, con 1738 puntos anotados.

### Profesional
Fue elegido en la cuadragésimo primera posición del Draft de la NBA de 1987 por Cleveland Cavaliers, pero solo llegó a disputar 4 partidos, en los que consiguió dos puntos antes de ser despedido. Terminó el año en la USBL, y al siguiente realizó la pretemporada con Los Angeles Lakers, quienes lo cortaron antes del comienzo del campeonato.
Fichó entonces por el Cantine Riunite Reggio Emilia de la liga italiana, donde jugó una temporada, en la que promedió 21,8 puntos y 7,9 rebotes por partido. Al año siguiente se marchó a la liga alemana, jugando 4 temporadas con el Bayer Giants Leverkusen, con los que en el último año promedió 16,9 puntos y 6,3 rebotes en competiciones europeas.
En 1993 ficha por el AEK Atenas de la liga griega, donde juega unas pocas jornadas, entre ellas dos partidos de competición europea, en los que promedia 19 puntos y 6 rebotes. Regresó entonces a su país, donde desarrolló el resto de su carrera en ligas menores, salvo una breve incursión de nuevo en el baloncesto italiano en 1994, jugando 7 partidos con el RB Montecatini Terme en los que promedió 13,7 puntos y 8,6 rebotes, antes de ser cortado y sustituido por Tim Burroughs en el mes de diciembre.

## Estadísticas de su carrera en la NBA

### Temporada regular
| Temporada | Edad | Equipo              | Liga | P | TIT | MIN | TC  | TCA | %TC  | 3P  | 3PA | %3P | TL  | TLA | %TL | R.OF. | R.DEF. | REB | ASIS | ROB | TAP | PER | FP  | PTS |
| 1987-88   | 22   | Cleveland Cavaliers | NBA  | 4 | 0   | 3.0 | 0.3 | 0.8 | .333 | 0.0 | 0.0 |     | 0.0 | 0.0 |     | 0.0   | 0.0    | 0.0 | 0.0  | 0.3 | 0.0 | 0.5 | 0.3 | 0.5 |
| Total     |      |                     | NBA  | 4 | 0   | 3.0 | 0.3 | 0.8 | .333 | 0.0 | 0.0 |     | 0.0 | 0.0 |     | 0.0   | 0.0    | 0.0 | 0.0  | 0.3 | 0.0 | 0.5 | 0.3 | 0.5 |